# Solon Bixler

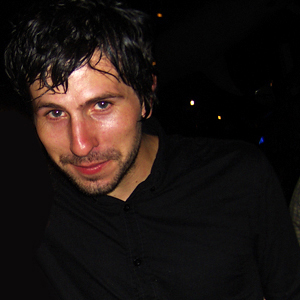
Solon Bixler (2007)

Solon Ben Bixler (* 4. Januar 1977 in Fresno, Kalifornien) ist ein US-amerikanischer Indie-Rock-Sänger und Gitarrist.

## Leben und Karriere
Er spielt auch noch die Instrumente Bassgitarre, Klavier, Keyboards, Synthesizer, Schlagzeug und Perkussion. Gitarrist war er bei den Bands Thirty Seconds to Mars und Earlimart. Zurzeit ist er Sänger und Gitarrist in der Band Great Northern. Er wuchs in einer sehr musikalischen Familie auf. Seine Eltern und sein Onkel hatten eine Band namens The Wild Blue Yonder. Solon begann im Alter von vier Jahren Schlagzeug zu spielen.
Im Jahre 2001 spielte er bei Thirty Seconds to Mars Gitarre. Er verließ die Band im Jahr 2003 aufgrund von Problemen während der Tournee. Solon spielte danach in den Bands All Smiles, Earlimart und Sea Wolf. Danach gründete er mit Rachel Stolte seine Band Great Northern. Es spielt Davey Latter am Bass und Ashley Dzerigian am Schlagzeug. 2007 kam ihr erstes Album Trading Twilight for Daylight heraus.